# Romina Power
Romina Power (Los Angeles, 2 ottobre 1951) è una cantante, attrice e personaggio televisivo statunitense naturalizzata italiana.

## Biografia

### Infanzia e adolescenza

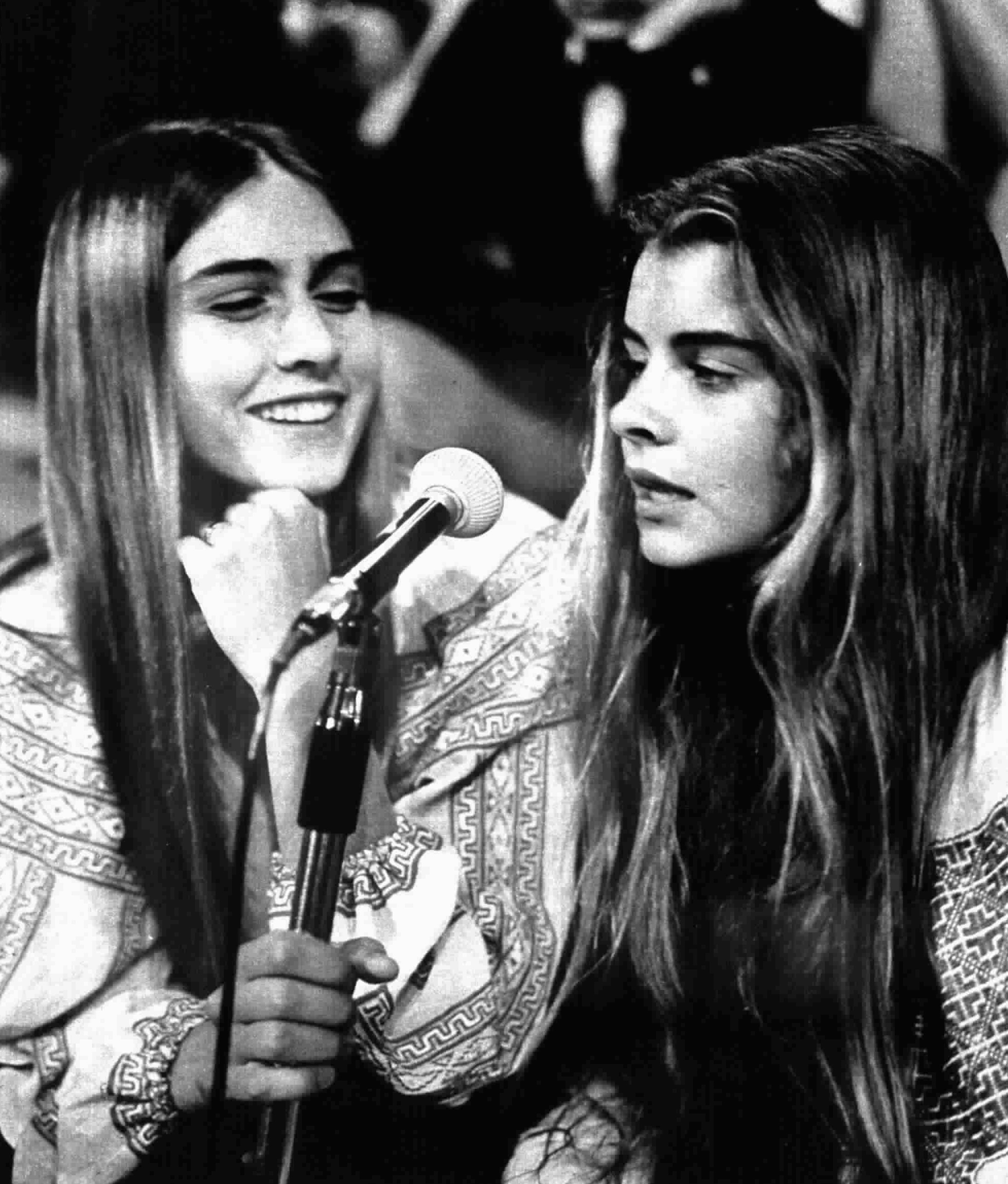
Romina con la sorella Taryn nel 1972

Figlia degli attori cinematografici hollywoodiani Tyrone Power e la messicana Linda Christian, per i primi anni della sua vita visse negli Stati Uniti d'America ma, dopo la morte del padre alla fine del 1958, venne in un primo momento accudita dalla nonna materna in Messico, insieme alla sorella minore Taryn. Il nome Romina lo scelse suo padre Tyrone che era appassionato di Roma(i suoi genitori si erano sposati a Roma, nella basilica di Santa Francesca Romana, nel 1949).
A nove anni insieme a sua sorella, sua madre e il suo patrigno, l'attore cinematografico Edmund Purdom, arrivò in Italia, dove concluse l'ultimo anno di studi elementari. Studiò poi nel Regno Unito dove, verso la metà degli anni sessanta, si trasferì con sua madre.

### Il debutto come attrice
Debuttò al cinema a 13 anni e in quattro anni partecipò a ben 14 film, interpretando, tra l'altro, alcuni ruoli erotici (come ad esempio in Justine, ovvero le disavventure della virtù di Jesús Franco, che aveva girato all'età di 16 anni). Ebbe modo di frequentare la vivace scena artistica di Roma, Londra e Los Angeles e per un certo periodo assunse regolarmente LSD. A Roma, nel 1967, durante la lavorazione del film Nel sole, un "musicarello", realizzato sulla scia del successo discografico dell'omonimo brano, incontrò sul set il giovane Albano Carrisi, che da poco aveva spopolato nelle vendite discografiche del brano, con quasi un milione e mezzo di copie vendute del 45 giri dell'omonimo pezzo. Il cast del film comprendeva il duo comico Franco Franchi e Ciccio Ingrassia, Loretta Goggi, Enrico Montesano e Nino Taranto.

### Cantante

Un'esibizione di Romina Power con la chitarra acustica nel 1969. (Scena tratta dal film Il suo nome è Donna Rosa)

Nel 1966, ottenuto un contratto discografico con la ARC, debuttò con il 45 giri Quando gli angeli cambiano le piume, in stile beat; passò poi alla EMI/Parlophone. Nel 1969 vince il Festivalbar nella sezione Disco Verde con Acqua di mare, una delle sue canzoni più famose (l'autore è Al Bano e in tale canzone egli stesso compare come cantante a sostegno); la canzone sul retro, Messaggio, è una ballata in stile folk, genere che la Power suonerà anche in seguito. In quello stesso anno incise anche il suo primo album, intitolato 12 canzoni e una poesia. Dopo il matrimonio con Al Bano, partecipò con Armonia ad Un disco per l'estate 1970 e tale canzone si qualificò per la finale, arrivando al sesto posto; con la stessa canzone partecipò anche al Festivalbar 1970.
Ritornò a Un disco per l'estate 1972 con Nostalgia; con E le comete si distesero nel blu si qualificò per la finale di Un disco per l'estate 1974. Pubblicò il secondo album nel 1974, Ascolta, ti racconto di un amore..., in stile cantautore, non commerciale, che ottenne scarso successo, e il terzo l'anno successivo, con una reinterpretazione di Here, There and Everywhere dei Beatles; ottenne in particolare successo la title track, già pubblicata su 45 giri due anni prima, Con un paio di blue-jeans, e che verrà reincisa in versione inglese nel 1979 con il titolo U.S. America. Nel 1976 partecipò al Festival di Sanremo – per l'unica volta in carriera da solista – con la canzone Non due, venendone eliminata.
Il suo più grande successo è stato Il ballo del qua qua, del 1982, canzone molto popolare per la musicalità, particolarmente gradita ai bambini, con un testo che dietro l'apparente frivolezza nasconde una bonaria satira del potere politico.

### Il legame con Al Bano e la formazione del duo

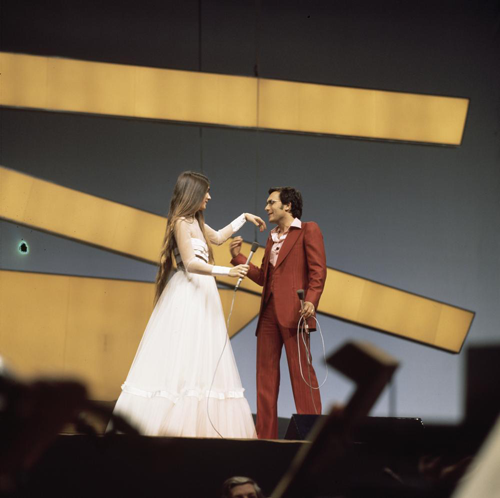
Romina e Al Bano all'Eurovision Song Contest del 1976

Con Albano ha partecipato a due Eurovision Song Contest nel 1976 a L'Aia con We'll Live It All Again (Lo rivivrei) e nel 1985 a Göteborg con Magic, oh magic, terminando entrambe le volte al settimo posto e vincendo un Festival di Sanremo nel 1984 con Ci sarà. Sempre al Festival ha collezionato un secondo posto nel 1982, due terzi posti nel 1987 e 1989 e un ottavo posto nel 1991. Nel 1985 ha partecipato alla parodia de I promessi sposi realizzata dal Quartetto Cetra, interpretando Lucia.
Con la separazione da Al Bano, avvenuta nel 1999, e la sentenza definitiva di divorzio ufficializzata il 20 luglio 2012 dal tribunale di Brindisi, ha ridotto drasticamente l'attività di cantante e le apparizioni tv, preferendo una vita più privata. Nell'ottobre 2007, dopo aver comprato una casa a Sedona, in Arizona, ha lasciato l'Italia per tornare negli Stati Uniti d'America, la sua terra d'origine. Nel 2020, a causa del COVID-19, è ritornata ad abitare in Italia stabilendosi in Puglia, regione a cui è rimasta fortemente legata.

### Il graduale ritiro annunciato dalle scene
Romina è rimasta nel mondo artistico e dello spettacolo grazie alla sua attività di pittrice e scrittrice e con la partecipazione a spettacoli televisivi. È molto amata dal pubblico. Ha più di una volta dichiarato di non avere alcun ricordo dei suoi primi sette anni di vita e in particolar modo di suo padre, ritenendo questo vuoto mnemonico un meccanismo di difesa per proteggersi dal dolore della perdita, in quanto da bambina aveva un profondo legame affettivo con lui. Proprio questo, insieme alla somiglianza sia interiore sia esteriore, la spinse fin da giovane a raccogliere informazioni sul famoso attore, nel tentativo di ricreare un'immagine più realistica possibile dell'uomo, che morendo a soli quarantaquattro anni di età segnò inevitabilmente la vita e l'animo di una Romina ancora bambina. La personale e minuziosa ricerca, durata circa venticinque anni, sfocia nel libro Cercando mio padre, pubblicato nel 1998 da Gremese, che contiene interviste a persone facenti parte della vita di Tyrone Power, compresi celebri colleghi.
Tra il 1998 e il 2000 ha condotto Per tutta la vita...?, il sabato sera su Rai 1 a fianco di Fabrizio Frizzi. Il 5 gennaio 2002 è stata chiamata ad affiancare Mara Venier nella conduzione dello spettacolo televisivo Un ponte fra le stelle - La befana dei bambini vittime delle guerre e del terrorismo, trasmesso su Rai 1 dal Teatro Rendano di Cosenza. Durante lo spettacolo ha anche cantato la versione italiana della colonna sonora del film La vita è bella. Dopo l'incontro con l'India, ha iniziato a praticare yoga e meditazione, e oggi si considera seguace del buddismo tibetano.
Nel 2007 ha recitato in un cameo nell'ultimo film di Abel Ferrara, Go Go Tales, presentato fuori concorso al festival di Cannes. Nell'ottobre del 2008 ha annunciato il suo trasferimento negli Stati Uniti d'America, dove ha vissuto fino al 2020 per poi trasferirsi nuovamente in Italia. Il 7 maggio 2010 ha vinto con la canzone Acqua di mare la seconda edizione di Ciak... si canta!, varietà musicale condotto da Pupo, Emanuele Filiberto di Savoia e Cristina Chiabotto su Rai 1. Per circa tre anni, a Palm Springs, ha assistito la madre Linda Christian, affetta da tumore al colon, annunciandone infine la morte il 22 luglio 2011; l'esperienza sarà poi raccontata nel romanzo autobiografico Ti prendo per mano. Nell'ottobre del 2012, tramite la Creative and Dreams Romina è tornata a pubblicare un album, intitolato Da Lontano e registrato diversi anni prima, nel 1998-1999 in collaborazione con Maurizio Fabrizio e Yari Carrisi. Lo ha fatto totalmente in sordina, senza dedicare alcuna promozione al lavoro sia in Europa che negli Stati Uniti d'America: è acquistabile solo nei siti Amazon.com e iTunes.

### Riunione artistica con Al Bano e il ritorno a Sanremo
Nel mese di ottobre 2013 ha cantato con Al Bano per la prima volta dopo 16 anni (l'ultima esibizione insieme era avvenuta nel 1997 in Brasile a Rio de Janeiro al Maracanã davanti a papa Giovanni Paolo II con la canzone Al mondo siamo noi), in occasione dei tre concerti organizzati in Russia a Mosca. Al Bano e Romina cantarono dal vivo sette canzoni del loro repertorio: Libertà, Ci sarà, Acqua di mare, Dialogo, Che angelo sei, Sharazan e Felicità. Ai tre concerti parteciparono anche Toto Cutugno, Pupo, i Matia Bazar, i Ricchi e Poveri, Riccardo Fogli, Gianni Morandi e Umberto Tozzi. Dopo Mosca, venne organizzato un tour chiamato Al Bano & Romina Power Reunion Tour 2014, che comprendeva due concerti a fine aprile 2014 ad Atlantic City (Stati Uniti d'America) e altri tre concerti a Montréal (Canada) e a Niagara Falls (sempre in Canada) nel maggio 2014. La tournée continuò poi anche per tutto il 2015 e per il 2016.
Nello stesso anno tornò a recitare sul grande schermo nel film Il segreto di Italia, che racconta i tragici eventi dell'eccidio di Codevigo: per questa sua interpretazione l'ANPI ha fermamente attaccato il film e l'attrice accusandola di essere fascista.
Il 10 febbraio 2015 tornò a calcare il teatro Ariston dopo 24 anni, esibendosi con Al Bano durante la prima serata del Festival con le canzoni Cara terra mia, Felicità e Ci sarà registrando il picco di ascolti con il 58,56%. Ricevettero anche il premio Targa Ambasciatore del Festival di Sanremo nel mondo.
Il 29 maggio dello stesso anno tornò a esibirsi in Italia con Al Bano in un concerto all'Arena di Verona; la serata fu trasmessa in diretta da Rai 1, con il titolo Signore e signori: Al Bano & Romina Power. Sempre in coppia con Al Bano, dal 22 gennaio al 4 marzo 2016 ha condotto su Rai 1 la terza edizione di Così lontani così vicini.
Il 4 febbraio 2020 partecipò con Al Bano, entrambi ospiti d'onore, al Festival di Sanremo 2020 dove, oltre a interpretare un medley dei loro successi, presentarono il nuovo singolo inedito (dopo ben venticinque anni) Raccogli l'attimo scritto da Cristiano Malgioglio, che anticipa l'omonimo album Raccogli l'attimo, uscito il 7 febbraio.
Tra febbraio e aprile 2020 ha partecipato con Al Bano alla 19ª edizione di Amici di Maria De Filippi.
Nel settembre 2024 prende parte a Chi può batterci?, gioco di Rai 1.

## Vita privata
Sposò il 26 luglio 1970 il cantante pugliese Al Bano, con cui ha condiviso quasi interamente la carriera artistica e con il quale ha avuto quattro figli: Ylenia il 29 novembre del 1970, Yari il 21 aprile del 1973, Cristèl il 25 Dicembre del 1985 e Romina Jr. Jolanda il 1º giugno del 1987.
La primogenita Ylenia scomparve tra il 31 dicembre 1993 e il 1º gennaio 1994 in circostanze misteriose mentre si trovava a New Orleans. Nel febbraio 1999, dopo tre anni dal ritorno alla carriera da solista, la coppia si separò legalmente, dopo 29 anni di matrimonio, per poi divorziare il 20 luglio 2012.

## Discografia

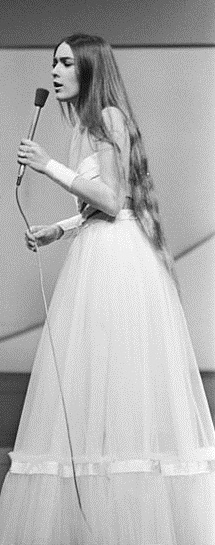
Romina all'Eurovision Song Contest 1976

### Da solista
Album in studio
- 1970 – 12 canzoni e una poesia
- 1974 – Ascolta, ti racconto di un amore...
- 1975 – Con un paio di blue jeans
- 2012 – Da lontano

Singoli
- 1966 – Quando gli angeli cambiano le piume/Apri quell'ombrello
- 1969 – Acqua di mare/Messaggio
- 1969 – La mia solitudine/Un canto d'amore
- 1970 – Armonia/Io sono per il sabato
- 1971 – Que serà serà/Due occhi chiari
- 1972 – Nostalgia/Un pensiero
- 1973 – Fragile storia d'amore/Un sentimento
- 1973 – Con un paio di blue jeans (è sempre estate in America)/I've had enough
- 1974 – E le comete si distesero nel blu/Le sirene, le balene, ecc...
- 1975 – Paolino maialino/Sognando Copacabana
- 1976 – Non due/Un uomo diventato amore
- 1979 – U.S. America/All'infinito
- 1980 – Laverne & Shirley/Waltz for Laverne
- 1981 – Il ballo del qua qua/Paolino maialino

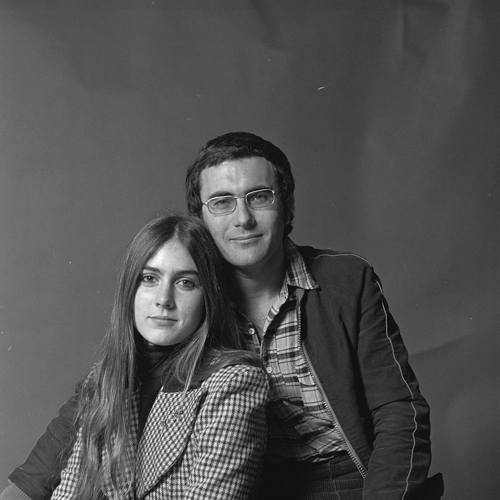
Al Bano & Romina Power (1976)

- 2014 – A message

Partecipazioni
- 1969 – Noël 2

### Con Al Bano
Album in studio
- 1975 – Atto I
- 1977 – 1978
- 1979 – Aria pura
- 1982 – Felicità
- 1982 – Che angelo sei
- 1984 – Effetto amore
- 1986 – Sempre sempre
- 1987 – Libertà!
- 1988 – Fragile
- 1990 – Fotografia di un momento
- 1990 – Corriere di Natale
- 1993 – Notte e giorno
- 1995 – Emozionale
- 2020 – Raccogli l'attimo

Singoli
- 1970 – Storia di due innamorati/ Quel poco che ho
- 1972 – Taca, taca, banda! (Good Old Fashioned Music)/ Notti di seta
- 1975 – Dialogo/ Amore nel duemila
- 1976 – We'll live it all again / Na na na
- 1977 – Prima notte d'amore/ Il covo delle aquile
- 1981 – Sharazan/ Prima notte d'amore
- 1982 – Felicità/ Arrivederci a Bahia
- 1982 – Tu soltanto tu (mi hai fatto innamorare)/ Parigi è bella com'è
- 1983 – Che Angelo Sei/ Perché
- 1984 – Ci sarà/ Quando un amore se ne va
- 1985 – Magic oh magic/ It's forever
- 1987 – Nostalgia canaglia/ Caro amore
- 1987 – Sempre sempre/ Saranda Okinawa
- 1987 – Libertà!/ Incredibile appuntamento
- 1988 – Makassar/ Quando si ama
- 1988 – Fragile/ Non voglio perderti
- 1989 – Cara terra mia/ Fragile
- 1990 – Donna per amore/ Non piangere
- 1991 – Oggi sposi/ Dialogo
- 1993 – Il mondo degli angeli
- 2020 – Raccogli l'attimo

Raccolte ufficiali
- 1976 – Io con te
- 1991 – Le più belle canzoni
- 1992 – Vincerai

## Discografia estera
La discografia estera comprende altre versioni degli album in duo con Al Bano.

### Singoli
Francia
- 1976 – Des Nuits Entières / Sognando Copacabana (Carrere, 49.237)
- 1976 – T'Aimer Encore Une Fois (Version Française) / T'Aimer Encore Une Fois (Version Italienne) (Carrere, 49.188)
- 1977 – Enlacés Sur Le Sable / Na na na (Carrere, 49.287)
- 1979 – Et Je Suis À Toi / Ore 10 (Carrere, 49.571)
- 1985 – Canzone blu / Grazie (Carrere)

Germania
- 1976 – We'll live it all again (lo rivivrei) / Na na na (Libra, LBR 1204)
- 1990 – Donna per amore / Non piangere (Wea, 9031-71198-7)
- 1990 – Un Altro Natale / Leise rieselt der Schnee / White Christmas (Wea, 9031-72899-2)
- 1991 – Vincerai (Radio Edit) / Vincerai (Radio Dance Edit) / We'll Live It All Again / Vincerai (Album Version) (Wea, 9031-75623-2)
- 1991 – Oggi Sposi / Dialogo / Ci Sarà (Wea, 9031-73819-2)
- 1991 – Libertà / Nessun Dorma / Vincerai (Wea, 9031-76120-2)
- 1993 – Domani Domani / Torneremo A Venezia / Di Più / Mondo / Sha-E-O / In Controluce (Wea, PRO 779 - Promozionale)
- 1993 – Domani Domani / In Controluce / Domani Domani (Instrumental Version) (Wea, 4509-91831-2)
- 1993 – (Torneremo A) Venezia / Sentire Ti Amo / Notte E Giorno (Wea, 4509-92804-2)
- 1993 – Sha-E-O / Il Profumo Delle Rose / Atto D'Amore (Wea, 4509-94144-2)
- 1995 – Impossibile / Resta Ancora / Dammi Un Segno (Wea, 0630 12365-2)
- 1995 – Na Na Na (Radio Version) / Everybody Loves / Na Na Na (Paco de Lucía Version) (Wea, 0630-10405-2)
- 1996 – Emozionale - Na Na Na / Cantico / Impossibile (Wea, PRO 6022 - Promozionale)
- 1996 – Anno 2000 / Eine Mutter, ein Kind, die Zeit und Ich / Medley (Wea, 0630-16748-2)

Portogallo
- 1976 – Dialogo / Amore nel duemila (CBS)

Spagna
- 1976 – Viviremos Todo De Nuevo / Mai, Mai, Mai (Epic, EPC 4218)
- 1976 – Viviremos Todo De Nuevo / Na na na (CBS)
- 1979 – Aire puro / Oye Jesus (Baby Records)
- 1984 – Pasará / Ángeles (Baby Records, BRE 50313)
- 1988 – Fragile (corazon de hombre) / No lo pienses mas (Wea, 247 645-7)
- 1990 – Mujer por amor / No es sencillo amar (Wea)
- 1997 – Grandes Exitos - Na, Na, Na / Cantico / Arena Blanca, Mar Azul (Music Factory, S-005 - Promozionale)
- 1997 – Sharazan (Version en Español) (Music Factory, M-31773-97 - Promozionale)

### Album
Argentina
- 1996 – Amor sagrado (Wea Records)

Bulgaria
- 1984 – The golden orpheus festival '84 (Balkanton)

Francia
- 1976 – Des nuits entières (Carrère Records)
- 1982 – 13+3 (16 chanson 16 succès) (Carrère Records)

Germania
- 1983 – Amore mio (Baby Records)
- 1991 – Vincerai - Ihre grössten Erfolge (Wea Records)
- 1990 – Weihnachten bei uns zu Hause (Wea Records)
- 1996 – Ancora...zugabe (Wea Records)
- 2015 – The very best - Live aus Verona (Universal Music Group)

in Spagna
- 1979 – Momentos (EMI/ Odeon)
- 1981 – Sharazan (EMI/ Odeon)
- 1983 – Felicidad (Baby Records)
- 1982 – Cantan en español (Baby Records)
- 1986 – Siempre siempre(WEA)
- 1987 – Libertad (WEA)
- 1989 – Fragile (WEA)
- 1990 – Fotografía de un momento (WEA)
- 1991 – Navidad ha llegado (WEA Latina)
- 1992 – Vencerás - Sus grandes éxitos (WEA)
- 1993 – El tiempo de amarse (WEA)
- 1996 – Amor sagrado (WEA)
- 1997 –  Grandes éxitos (WEA)

## Partecipazioni al Festival di Sanremo
| Edizione                 | Artista                | Brano              | Autore                                           | Categoria          | Posizione     | Premi                |
| ------------------------ | ---------------------- | ------------------ | ------------------------------------------------ | ------------------ | ------------- | -------------------- |
| Festival di Sanremo 1976 | Romina Power           | Non due            | Carrisi & Power                                  | Canzoni e Cantanti | Non finalista | –                    |
| Festival di Sanremo 1982 | Al Bano & Romina Power | Felicità           | Minellono & Farina & De Stefani                  | Canzoni e Cantanti | 2             | Premio Secondo Posto |
| Festival di Sanremo 1984 | Al Bano & Romina Power | Ci sarà            | Minellono & Farina                               | Campioni           | 1             | Premio Primo Posto   |
| Festival di Sanremo 1987 | Al Bano & Romina Power | Nostalgia canaglia | Pallavicini & Carrisi & Power & Molco & Mercurio | Campioni           | 3             | Premio Terzo Posto   |
| Festival di Sanremo 1989 | Al Bano & Romina Power | Cara terra mia     | Pallavicini & Carrisi & Power                    | Campioni           | 3             | Premio Terzo Posto   |
| Festival di Sanremo 1991 | Al Bano & Romina Power | Oggi sposi         | Depsa, Andreetto                                 | Campioni           | 8             | –                    |

## Filmografia

### Cinema
- Ménage all'italiana, regia di Franco Indovina (1965)
- Come imparai ad amare le donne, regia di Luciano Salce (1966)
- Assicurasi vergine, regia di Giorgio Bianchi (1967)
- Nel sole, regia di Aldo Grimaldi (1967)
- Vingt-quatre heures de la vie d'une femme, regia di Dominique Delouche (1968)
- L'oro del mondo, regia di Aldo Grimaldi (1968)
- Il suo nome è Donna Rosa, regia di Ettore Maria Fizzarotti (1969)
- Pensando a te, regia di Aldo Grimaldi (1969)
- Justine, ovvero le disavventure della virtù, regia di Jesús Franco (1969)
- Femmine insaziabili, regia di Alberto De Martino (1969)
- I caldi amori di una minorenne, regia di Julio Buchs (1969)
- Mezzanotte d'amore, regia di Ettore Maria Fizzarotti (1970)
- Angeli senza paradiso, regia di Ettore Maria Fizzarotti (1970)
- Champagne in paradiso, regia di Aldo Grimaldi (1984)
- Go Go Tales, regia di Abel Ferrara (2008)
- Il segreto di Italia, regia di Antonello Belluco (2014)
- Quo vado?, regia di Gennaro Nunziante (2016)
- La fiera delle illusioni - Nightmare Alley (Nightmare Alley), regia di Guillermo del Toro (2021)

### Televisione
- Nero Wolfe – serie TV, episodio Circuito chiuso (1969)
- I promessi sposi – spettacolo TV (1985)
- Il ritorno di Sandokan, regia di Enzo G. Castellari – miniserie TV (1996)
- Tutti i sogni del mondo, regia di Paolo Poeti – miniserie TV (2003)

## Programmi televisivi
- Doppia coppia (Programma Nazionale, 1970)
- Una canzone e un sorriso (Programma Nazionale, 1972)
- Formula tre (Programma Nazionale, 1973)
- Tanto piacere (Secondo Programma, 1974)
- La signora Ava (Rete 1, 1975)
- Miraggi (Rete 1, 1977)
- 5 Minuti con Romina Power (Rete 1, 1977)
- L'uomo del tesoro di Priamo (Rete 1, 1977)
- Fantastico 2 (Rete 1, 1981-1982)
- Il tastomatto (Rai 2, 1985)
- Cinema Insieme (Rai 1, 1989-1990)
- Festa della Mamma (Canale 5, 1990-1991)
- Buon Natale (Canale 5, 1990)
- Tutti a Scuola (Canale 5, 1990)
- Al Bano e Romina Power Story (Rete 4, 1991)
- Il Circo di Moira, di Mosca e di Pechino (Canale 5, 1992)
- Romina presenta Tyrone Power (Rete 4, 1992)
- Gran Festa Italiana (Rete 4, 1992)
- Cellino S. Marco Paradiso del buonumore (Rete 4, 1993)
- Magiche Stelle Disney (Rai 1, 1994)
- Canzoni sotto l'albero (Canale 5, 1996) Giurata
- Per tutta la vita...? (Rai 1, 1998-2000)
- Un ponte fra le stelle - La befana dei bambini vittime delle guerre e del terrorismo (Rai 1, 2002)
- Ciak... si canta! (Rai 1, 2010)
- Signore e signori: Al Bano & Romina Power (Rai 1, Arena di Verona, 2015)
- Così lontani così vicini (Rai 1, 2016)
- Standing Ovation (Rai 1, 2017) Giurata
- 55 passi nel sole  (Canale 5, 2019)
- È la mia vita  (Documentario su Al Bano, Canale 5, 2019)
- Amici di Maria De Filippi (Canale 5, 2020) Ospite fissa con Al Bano
- Chi può batterci? (Rai 1, 2024) Concorrente

Ha inoltre partecipato nel 1971 a una serie di sketch per la rubrica pubblicitaria televisiva della prima rete nazionale, Carosello, pubblicizzando i panettoni della Motta.

## Doppiatrici italiane
- Serena Verdirosi in Justine ovvero le disavventure della virtù, Il suo nome è Donna Rosa, Nel sole, L'oro del mondo, Pensando a te, Mezzanotte d'amore, Angeli senza paradiso

## Opere
- Autoritratto dalla A alla R, con Al Bano, Milano, Rizzoli, 1991. ISBN 88-17-84082-3.
- Cercando mio padre, Roma, Gremese, 1998. ISBN 88-7742-321-8.
- Ho sognato Don Chisciotte, Milano, Bompiani, 2000. ISBN 88-452-4512-8.
- traduzione di Bhagavan Das, Kalifornia (It's Here Now). Un diario spirituale, Roma, Arcana Editrice, 2005. ISBN 88-7966-392-5.
- Diario di Upaya. Upaya il racconto, con DVD, Roma, Fazi Editore, 2005. ISBN 88-8112-657-5.
- Ti prendo per mano, Milano, Mondadori, 2015, ISBN 978-88-918-0378-8
- Karma Express, Milano, Mondadori, 2017, ISBN 978-88-918-0785-4